# Kadapa (distrito)
O distrito de Kadapa é um distrito do estado indiano de Andra Pradexe. Tem uma área de 15.359 km².
Segundo o censo de 2001, este distrito tinha uma população de 2.573.481 habitantes e uma densidade populacional de 168 habitantes/km².
A sua capital é Kadapa.